# 練成会グループ presents Go!Go!合格ラジオ
『練成会グループ presents Go!Go!合格ラジオ』（れんせいかいプレゼンツ ゴーゴーごうかくラジオ）は、2017年1月2日から放送のエフエム北海道（AIR-G'）のラジオ番組。放送時間は毎週月曜～木曜 21:55 - 22:00 （日本標準時）。